# Psoralea
Psoralea és un gènere de plantes amb flors de la família de les fabàcies. Consta d'unes 150 espècies, l'única que és autòctona als Països Catalans és el trèvol pudent Psoralea bituminosa però també es troba Psoralea americana procedent d'Amèrica.
Malgrat que moltes de les seves espècies són verinoses, les arrels de P. esculenta i P. hypogaea són comestibles.